# Abylaï Khan
Abylaï Khan (1711-1781) est un Khan du Khanat kazakh, reconnu par toutes les jüz. Il était le fils de Korkem Ouali Sultan, petit-fils d'Abylaï Khan Kanchera (ru) et descendant de Barak Khan (ru) (neuvième génération).

## Mention et origine du nom
Il est également mentionné sous les noms d'Aboulaï, Ablaï, Abilmansour Ablaï, Oblaï, et d'autres variantes existent encore ; le titre qui lui est associé varie entre sultan et khan en fonction de la période de sa vie.
Son véritable nom est Abilmansour, mais il est plus connu sous son nom de guerre Abylaï, reçu pour son courage inexpugnable et son ardeur au combat après avoir vaincu en duel le fameux chef militaire dzoungar Charych en l'honneur de son grand-père Abylaï khan Kanchera, surnommé «Kanicher Abylaï» (kazakh : қанішер» signifie «assoiffé de sang»).
On pense que la mère d'Abylaï était une esclave turkmène. À 12 ans, il a perdu son père, tué lors de l'invasion du khan dzoungar Tsewang Rabtan. Dans sa jeunesse, Abylaï a aussi été surnommé «Sabalak» (kazakh : Сабалақ - hirsute) pendant qu'il était amanat (otage) chez les dzoungars, avant d'être échangé contre un autre amanat, le fils du khan kazakh.

## Vie militaire
En 1734, à la mort de Sameke khan (ru), Abilmambet (ru) est devenu khan et Abylaï son chef militaire.
En 1740, Abilmambet Khan (ru), Abylaï et environ 120 sultans et autres types de dirigeants se rendirent à Orenbourg et signèrent l'accord de mise sous protectorat russe de la jüz moyenne.
En 1742, alors qu'il tentait d'organiser la résistance contre l'invasion des Dzoungars, Abylaï fut blessé près de la rivière Ichim et fut fait captif. L'année précédente, au commandement d'un bataillon kazakh, il avait battu un détachement dzoungar, et, selon la légende, tué en duel un noble noyan, parent de Galdan Tseren. Au cours de sa captivité, Abylaï apprit le mongol, et probablement le mandchou ; il fut fréquemment invité à la table du Khong Tayiji Galdan Tseren.
En captivité, Abylaï se lia d'amitié avec le noyan oïrat Amoursana. C'est seulement au printemps 1743 qu'Abylaï fut libéré au cours d'un échange de prisonniers. On pense que le consul Karl Miller, en visite au khanat dzoungar le 6 novembre 1742, n'est pas étranger dans sa libération. Avec d'autres sultans, Abylaï tenta d'effectuer un rapprochement avec le khanat dzoungar.
En 1744, Abilmambet Khan relocalisa l'état-major du khan à Turkestan. Après la mort de Galdan Tseren en 1746, l'empire Qing, ayant mis la main sur le Khanat dzoungar, envahit les terres de la jüz moyenne. Au début, Abylaï soutint les rebelles d'Amoursana contre l'empire Qing, mais très rapidement, il fut dans la nécessité de conclure une alliance militaire avec la Chine à l'encontre des dzoungars.
En 1756, les sultans et les khans de la jüz moyenne furent contraints de se soumettre à la domination mandchoue. Cependant, Abylaï ne mit pas fin aux relations avec l'Empire russe, menant la fameuse politique «entre le lion et le dragon».
Cette politique devient plus compréhensible à la lumière de sa mission diplomatique à Pékin en 1759, où il se rendit personnellement avec Aboulfeiz, fils d'Aboulmambet, et fut admis par l'empereur chinois en qualité de «van» (voir van (titre) (ru)) — seigneur vassal, conservant factuellement son indépendance, au prix d'un tribut prédéfini.
En 1759, Abylaï envoya à Saint-Pétersbourg son parent Jolbarys en signe de confirmation du protectorat russe. En 1762, après avoir reçu la visite d'ambassadeurs chinois, Abylaï dut envoyer son fils en tant qu'amanat (otage) à Pékin, et reçut en échange des présents conciliateurs ainsi que le droit pour les Kazakhs d'ouvrir des marchés à Tacheng et Yining.

## Khanat
En 1771, Abilmambet Khan mourut, et son successeur devait être un de ses frères cadets ou son fils Abilleiz (ru) ; pourtant, au cours d'un sommet à Bourabay en présence de Kanay bey (ru), les sultans et chefs du peuple choisirent Abylaï en tant que khan.
Il étendit son pouvoir sur la grande et la petite jüz, s'estimant khan des trois jüz. Pendant la guerre des paysans russes, il rencontra Emelian Pougatchev et lui promit son soutien. Dans le même temps, il mena des négociations avec les représentants du gouvernement russe, les assurant de sa loyauté. Ses relations avec la rébellion s'affaiblirent après le départ de Pougatchev dans la région de la Volga. En 1778, il fut reconnu par l'impératrice Catherine II comme khan de la moyenne jüz seulement.
Il laissa 30 fils. Il fut enterré au cimetière des khans kazakhs, dans le mausolée de Khoja Ahmed Yasavi, à Turkestan.
Tchokan Valikhanov était l'arrière-petit-fils d'Abylaï Khan.

## Famille
Abylaï Khan eut trente fils et quarante filles, issus de quinze épouses. Sa femme Saïman Khanym, fille du bay karakalpak Sagyndyk Chouakpaï, lui a donné quatre fils : Essim, Adil, Tchingiz, et Ouali. Après la mort d'Abylaï en 1781, Ouali devint khan des Kazakhs (connu sous le nom de Ouali Khan (ru)).

## Commémoration d'Abylaï Khan

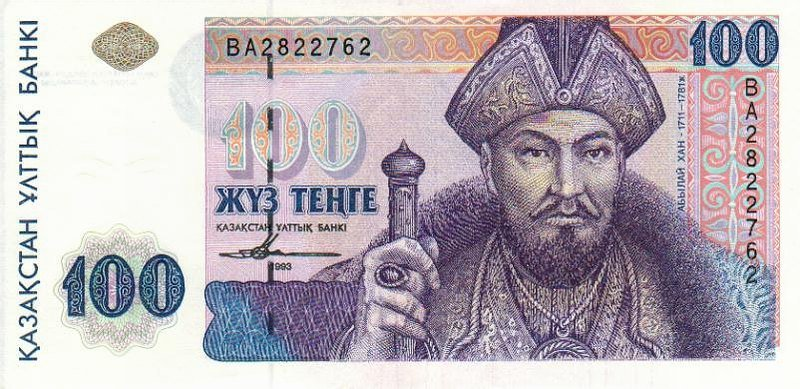
Illustration d'Abylaï Khan sur un billet de banque.

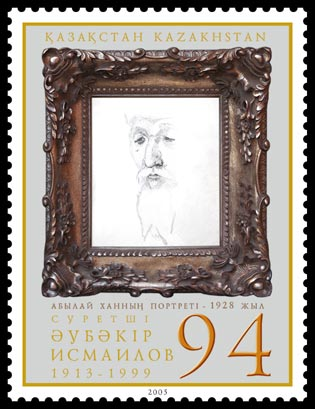
Illustration d'Abylaï Khan sur un timbre de la poste kazakhe.

- Après l'indépendance du Kazakhstan en 1991, l'une des avenues principales d'Almaty (anciennement Prospekt Communiste) a été renommée à son nom, et un monument équestre en son honneur a été érigé sur la place de la gare Almaty-2.
- Il figure sur les billets de 100 tenge de la première série de billets de banque kazakhs (de 1993).
- Il fait aussi l'objet d'un timbre de 2001 de la poste kazakhe.
- La biographie d'Abylaï est la trame du film Nomad de 2005.
- En août 2008, Noursoultan Nazarbaïev a inauguré à Petropavl le musée «Résidence d'Abylaï Khan» à l'entrée duquel un monument équestre du khan a été érigé.
- La ville de Kokchetaou a également un monument en son honneur.